# Kambysene

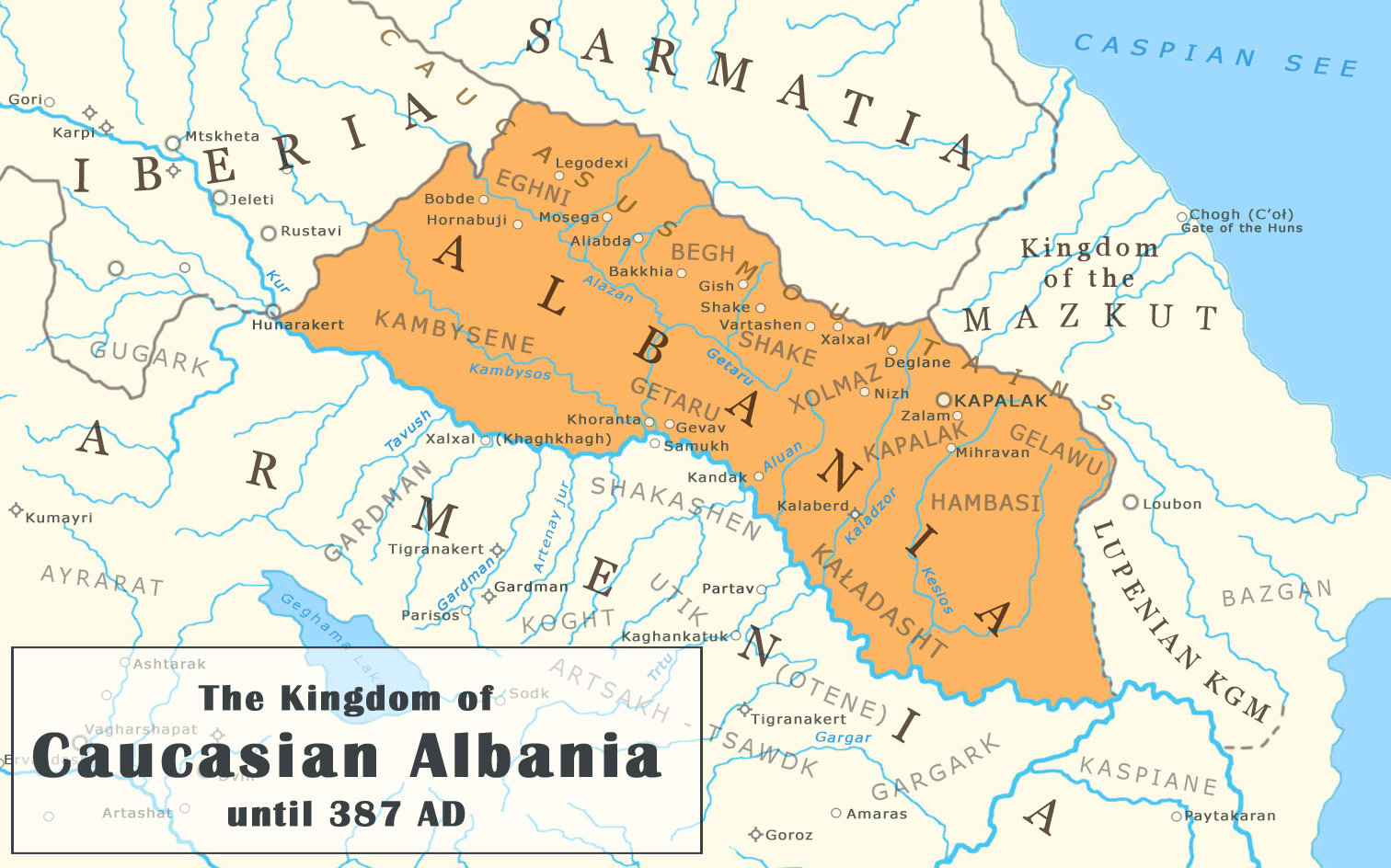
Karte des Königreichs Albania vor 387 n. Chr.; die Kambysene ist im Westen des markierten Herrschaftsbereichs eingetragen

Kambysene (altgriechisch Καμβυσηνὴ; armenisch Կամբեճան Kʿambēčan) ist eine historische Region im Kaukasus, auf dem Territorium der heutigen Staaten Aserbaidschan und Georgien gelegen.

## Geographie
Die erste Erwähnung der Region in den antiken Quellen findet sich bei Strabon, der sie als eine der nördlichsten Provinzen Armeniens am Rande des Kaukasus spricht: „Chorzene und Kambysene sind die nördlichsten und schneebedecktesten. Sie liegen an der Grenze zum Kaukasus, zu Iberia und Kolchis.“
Die genauen Grenzen der Region sind unbekannt; es wird jedoch angenommen, dass sie das Gebiet zwischen den Flüssen Kura und Alasani abdeckte. Wilhelm Fabricius hatte demgegenüber vermutet, dass die Kambysene nur das Gebiet zwischen den Flüssen Iori und Alasani umfasste. Durch die Landschaft führten wichtige Handelswege zwischen Iberien und dem kaukasischen Albanien.

## Geschichte
Die griechische Form „Kambysene“ wurde vermutlich in der hellenistischen Zeit aus einer einheimischen Regionsbezeichnung gebildet, die der armenischen Bezeichnung Kʿambēčan entspricht. Ob die Kambysene Teil des Achämenidenreiches war, ist unbekannt. Die Region gehörte während der Blütezeit der Artaxiden deren großarmenischem Königreich an. Dann wurde sie durch das kaukasische Königreich Albania erobert, wahrscheinlich nach 69 v. Chr., nachdem die Römer über den Artaxidenkönig Tigranes II. gesiegt hatten. Nach der fälschlich Moses von Choren zugeschriebenen „Armenischen Geographie“ aus dem 7. Jahrhundert ist Kʿambēčan eine Region des kaukasischen Albaniens am Fluss Kura und anscheinend kleiner als das antike Kambysene. Im 7. Jahrhundert wurde die Region von den Arabern erobert. Im 9. Jahrhundert war Kambysene Teil des armenischen Fürstentums Smbatjan, einem Vasallen des bagratidischen Armenien.